# Так называемая личная жизнь
«Так называемая личная жизнь» — роман Константина Симонова. Имеет подзаголовок «Из записок Лопатина».
Создание романа началось с того, что К. М. Симонов написал три рассказа о прекрасно известной ему работе фронтового журналиста, объединённых фигурой главного героя, корреспондента «Красной звезды» Василия Николаевича Лопатина, одного из действующих лиц второго плана в дебютном романе Симонова «Товарищи по оружию». Рассказ «Пантелеев» посвящён обороне Крыма, «Левашов» — Одессы, «Иноземцев и Рындин» — боевым действиям на Крайнем Севере. Дописав четвёртый рассказ, «Жена приехала», о возвращении Лопатина в Москву, Константин Симонов объединил все четыре фрагмента в повесть «Из записок Лопатина». Впоследствии, в составе романа, эта часть получила название «Четыре шага».
Затем была написана (и вскоре инсценирована, а чуть позднее и экранизирована) вторая повесть с тем же главным героем — «Двадцать дней без войны», рассказывающая о командировке Лопатина зимой 1942—1943 годов, в разгар наступления под Сталинградом, в глубокий тыл, в очень далёкий от фронта, но живущий войной Ташкент.
Наконец, завершив третью повесть цикла «Из записок Лопатина» — «Мы не увидимся с тобой», действие которой происходит летом 1944 года, К. М. Симонов объединил три повести, фактически имеющие единую группу главных героев и сквозную фабулу, в роман.
Роман «Так называемая личная жизнь» тесно связан с целым рядом других произведений Симонова. Как уже говорилось, главный герой, Василий Лопатин, впервые появляется уже в первом его романе «Товарищи по оружию», посвящённом вооруженному конфликту в районе реки Халхин-Гол. Действие романа развивается параллельно действию главного произведения Константина Симонова — монументальной трилогии «Живые и мёртвые». Некоторые герои второго плана (Гурский, Левашов и др.) действуют в обоих произведениях, в романе упоминаются события, происходящие в «Живых и мёртвых»: встречи Гурского с Синцовым, сначала в Сталинграде, а через полтора года в Москве, на улице Горького, и гибель Серпилина («Мы не увидимся с тобой»); история взаимоотношений Левашова с Бастрюковым, описанная в «Записках Лопатина» (рассказ «Левашов»), затем получает развитие в романе «Солдатами не рождаются» и т. д.